# Fritz Oberhettinger
Fritz Oberhettinger (Gelsenkirchen-Buer, Németország, 1911. február 24.  – Seal Rock, Oregon, 1993. június 2.) amerikai matematikus.

## Életpálya
1936-ban Breslauban (ma Wroclaw, Lengyelország) fejezte be egyetemi tanulmányait. 
1942-ben Wilhelm Magnus vezetése mellett Berlinben a Humboldt Egyetemen doktorált. Magnus távozásáig együtt dolgoztak a speciális függvények táblázatain. A második világháborút követően a California Institute of Technology-ra ment, közös könyvük kiadásának szakmai munkáját segíteni. 1958-tól az Oregon State University professzora volt.

## Kutatási területei
Főbb kutatási területei a kombinatorikus csoportelmélet, a matematikai fizika és az elliptikus függvények elmélete volt.

## Írásai
Erdélyi Artúrral, Wilhelm Magnussal és Francesco Giacomo Tricomival együtt – az ún. Bateman-projekt keretében – írt könyve a transzcendentális függvényekről ma is alapműnek számít.